# Anortit
Anortit ja kalcijev končni člen niza trdnih raztopin plagioklaznih glinencev s kemijsko formulo CaAl2Si2O8. Drugi končni člen niza je albit (NaAlSi3O8). Anortit vsebuje do 10% albitne komponente.
Prvič je bil opisan leta 1821. Njegovo ime je sestavljeno iz grških besed αν [an] in oρθός [othos], ki pomenita nepravokoten oziroma poševen in se nanašata na obliko njegovih kristalov.

## Nahajališča
Anortit je redek različek plagioklaza. Pojavlja se v bazičnih magmatskih kamninah, granulitnih facijah metamorfnih kamnin, metamorfiranih karbonatnih kamninah in skladih korunda. Njegovi tipski lokaciji sta Monte Somma in Valle di Fassa v Italiji. V površinskih kamninah je zaradi velike občutljivosti na preperevanje bolj redek kot bi lahko bil v Goldichovih nizih raztapljanja.
Anortit tvori večino Luninih pogorij. Genesis Rock, vzorec Lunine skorje, ki je nastal v času njenega nastanka in sta ga na Zemljo prinesla astronavta James Irwin and David Scott (Apollo 15), je sestavljen večinoma iz anortita. Anortit so odkrili tudi v vzorcu kometa Wild 2. Mineral je pomembna sestavina s kalcijem in natrijem bogatih vključkov v nekaterih hondritnih meteoritih.

## Vir
- Dörfler: Mineralien Enzyklopädie. Nebel Verlag, ISBN 3-89555-076-0.